# Peruc (zámek)
Peruc je zámek ve stejnojmenném městysu v okrese Louny. Dochovaná podoba zámku je výsledkem rokokové přestavby z let 1760–1770, jejímiž iniciátory byli členové rodu Ledeburů. K pozdějším majitelům patřili Kinští a Thun-Hohensteinové. V polovině dvacátého století na zámku žil a tvořil malíř Emil Filla, jemuž zde byla po jeho smrti otevřena pamětní síň. Samotný zámek je od roku 1964 chráněn jako kulturní památka, k níž patří také přilehlý park a blízká novogotická Boženina studánka.

## Historie
Předchůdcem zámku bývala tvrz založená na počátku čtrnáctého století Jetřichem z Peruce, jehož potomkům patřila až do konce patnáctého století, kdy ji Tas z Peruce prodal Zikmundu Pětipeskému z Krásného Dvora. Po něm ji zdědil syn Václav Pětipeský, od nějž statek roku 1532 koupila Eliška z Krajku. K peruckému panství v té době patřily kromě Peruce vesnice Bílichov, Zichovec a později zaniklá ves Pochválovec. Od Elišky panství získal Jindřich z Lobkovic. Jeho dědicem se stal Bedřich z Lobkovic, ale roku 1594 zemřel při vojenském tažení v Bratislavě.
Někdy před rokem 1597 byla stará tvrz přestavěna na renesanční zámek. V uvedeném roce Peruc koupil od Anny Marie ze Švamberka, vdovy po Bedřichovi, Hanuš Hruška z Března na Brodci a Selmicích. Během několika let perucké panství rozšířil, takže je tvořily vsi Bílichov, Zichovec, Toužetín, Nová Ves, Smolnice, Zbrašín, Hořany, Líšťany, části vesnic Donín a Hřivice a, později zaniklé vsi Pochválovec, Březí a Selmice. Hanuš samotný však sídlil na toužetínském zámku. Zemřel roku 1610, když splašení koně převrátili vůz, ve kterém se vracel z Postoloprt.
Hanušovi synové Adam Jindřich a Jiří Bedřich Hruškové z Března prodali Peruc roku 1611 Alžbětě Zapské ze Šlovic a o získané peníze se rozdělili se svou sestrou Sabinou. Další majitelkou se v roce 1633 stala Eliška Volfomína Žďárská, provdaná za Michala Hýzrleho z Chodů. Po nich zámek zdědila dcera Františka Eusebie Hýzrlová. Její manžel hrabě Karel Leopolod Caretto z Millesima jej roku 1673 prodal svobodnému pánovi Janu Jetřichovi z Ledeburu. Kupní smlouva zahrnovala také Telce a Černochov, o které se do té doby panství rozšířilo.
Potomci Jana Jetřicha z Ledeburu nechali starý zchátralý zámek obnovit. Projekt přestavby v barokním slohu navrhl Antonio della Porta a po něm jej vedl stavitel Pietro Paolo Columbani. Přestavba proběhla ve dvou etapách, z nichž první byla dokončena roku 1724 a druhá pokračovala až v letech 1760–1770. Během ní byl zámek rokokově upraven. Ledeburům Peruc patřila až do roku 1798, kdy ji Kašpar z Ledeburu prodal knížeti Josefu Kinskému a od Kinských ji v roce 1814 koupil hrabě František Antonín I. Thun-Hohenstein. Thun-Hohensteinové potom zámek vlastnili až do roku 1945.
V devatenáctém století Peruc často navštěvoval František Palacký, který sem jezdil za svým přítelem Františkem Danešem. Ve vsi trávil část dětství spisovatel Svatopluk Čech, jehož pamětní místnost byla roku 1965 otevřena v tzv. modrém salónku.
Během druhé světové války zámek začala jako depozitář využívat lipská Univerzitní knihovna, jejíž majetek byl odstěhován zpět do Německa v roce 1954. Po válce byla v severním křídle uložena soukromá lovecká sbírka, kterou později nahradily pravěké sbírky Národního muzea. Jižní křídlo využíval v letech 1947–1952 jako byt a ateliér malíř Emil Filla, po jehož smrti byla v zámku otevřena pamětní síň s jeho malbami.

### Po roce 1989

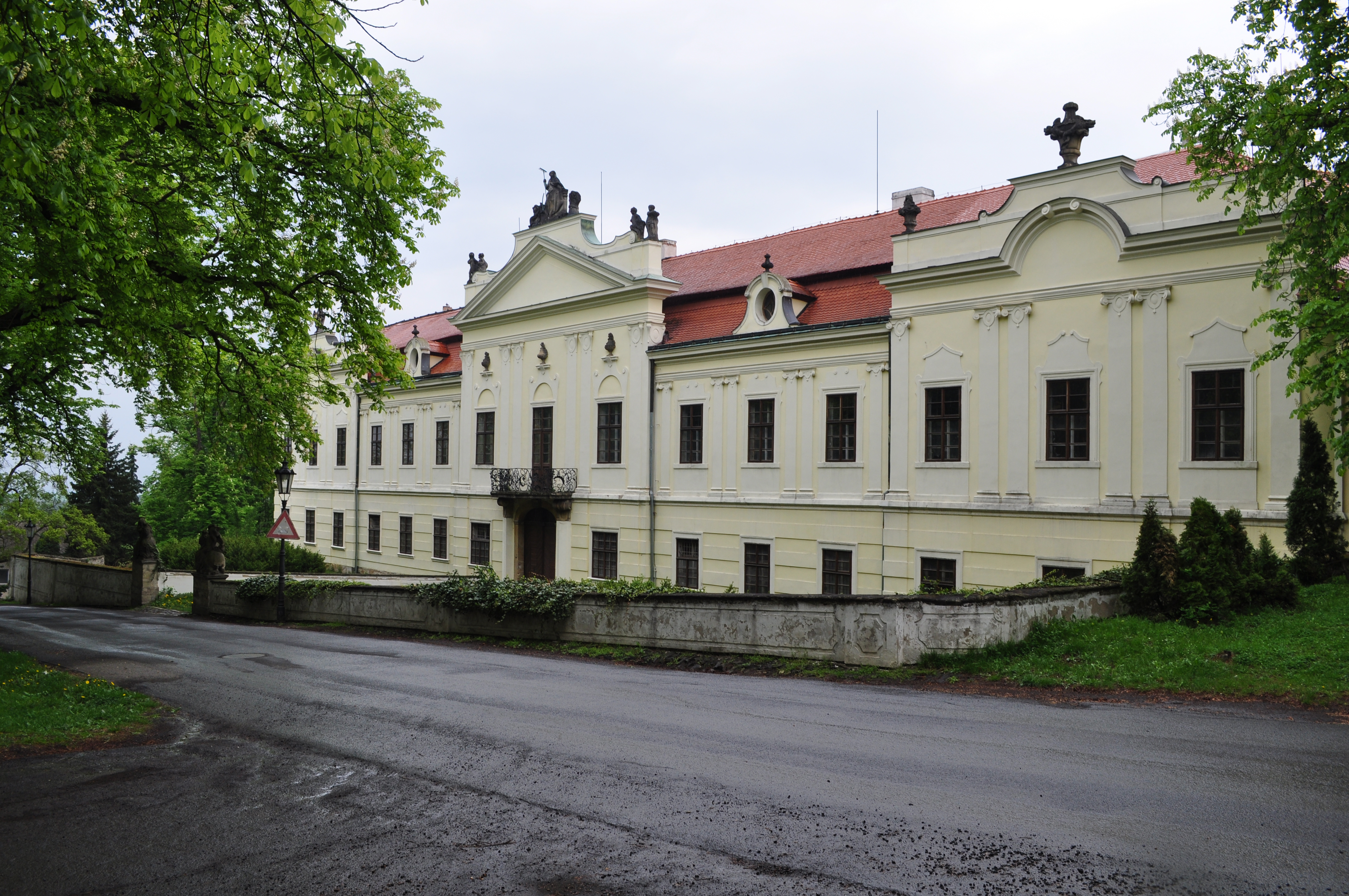
Perucký zámek v roce 2011, kdy jeho fasáda měla nepůvodní barvu fasády – tedy žlutou

Po roce 1989 se majitelem zámku stala obec Peruc, ale vzhledem k nedostatku prostředků na údržbu jej v roce 2007 prodala Francisu Jamesovi Hellyerovi a Emmanuelu Ciolfimu, za nichž budovy chátraly. Odhadované náklady na opravu v té době dosahovaly 130 miliónů korun. V roce 2015 zámek koupila Dominika Matušová z Jičína. Na zámku chtěla realizovat projekt, jehož cílem bylo oživit areál zámku pohádkovými motivy a jehož autorem je Pavel Ondráček, majitel zámku Dětenice. Nepodařilo se jim získat přilehlé pozemky s parkem, a proto od projektu ustoupili.
V polovině roku 2016 uzavřela majitelka zámku s galerií a Ústeckým krajem dohodu, že opravy jižního křídla skončí do dvou let a vrátí ho zpět galerii, což se nestalo. V létě 2018 Pavel Ondráček, partner majitelky zámku, ředitelku galerie obvinil, že způsobila devastaci památky tím, že nechala splaškové vody z toalet ve výstavní síni téct do zámeckých sklepů, čímž došlo ke statickému narušení stavby a rozšíření dřevomorky a rekonstrukce tak potrvá déle. Ředitelka galerie toto tvrzení odmítla a tvrdí, že toalety nebyly během provozu výstavní síně využívány a splašky tam jsou po dělnících, kteří tam během rekonstrukce nějaký čas bydleli. V roce 2019 měla být znovu otevřena pamětní síň Emila Filly, jejímž správcem je Ústecký kraj. Vzhledem k pokračující rekonstrukci k tomu nedošlo. V síni měly být vystaveny Fillovy svitky inspirované lidovými písněmi nebo obrazy Českého středohoří.

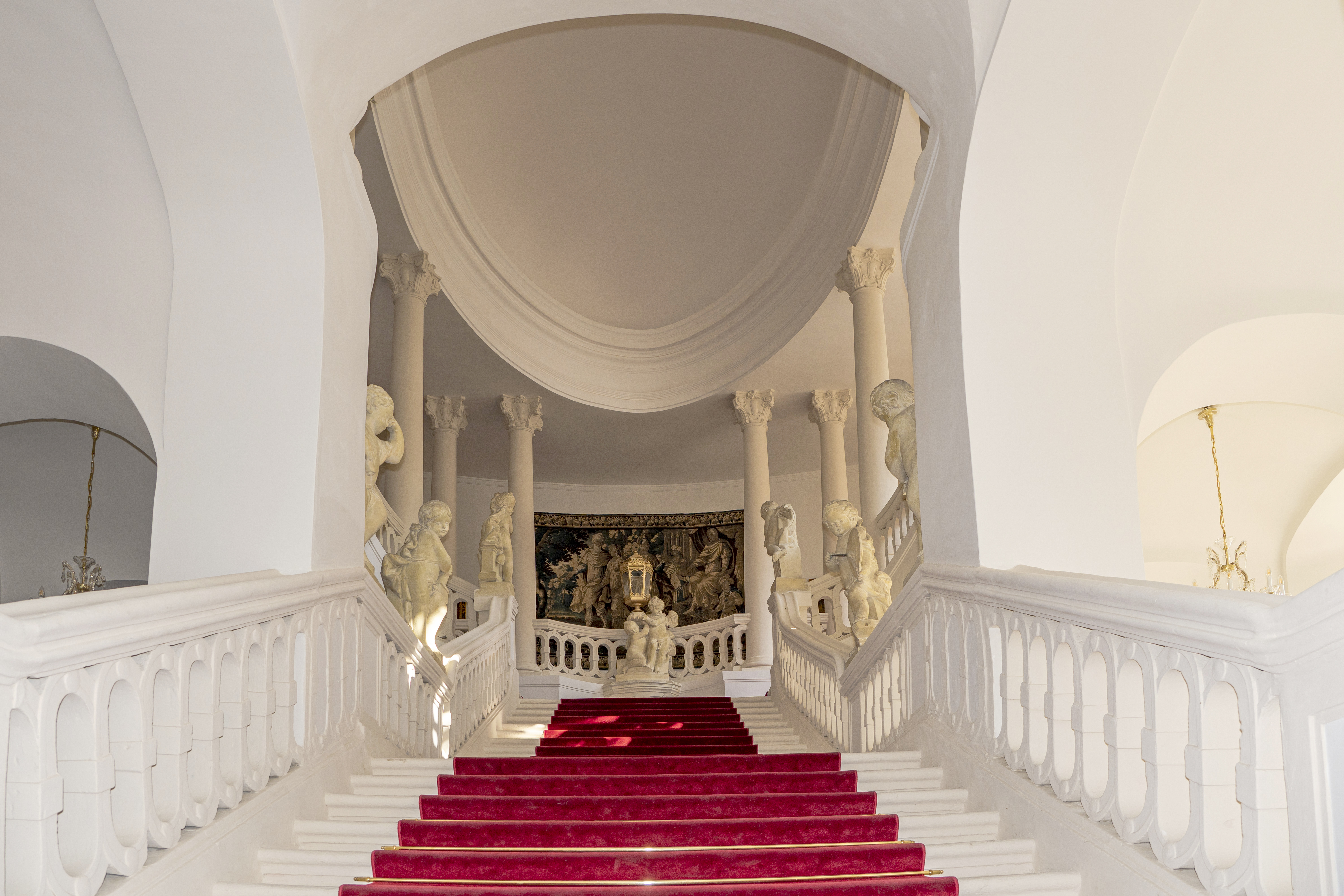
Zámecké schodiště se sochami od F. I. Platzera

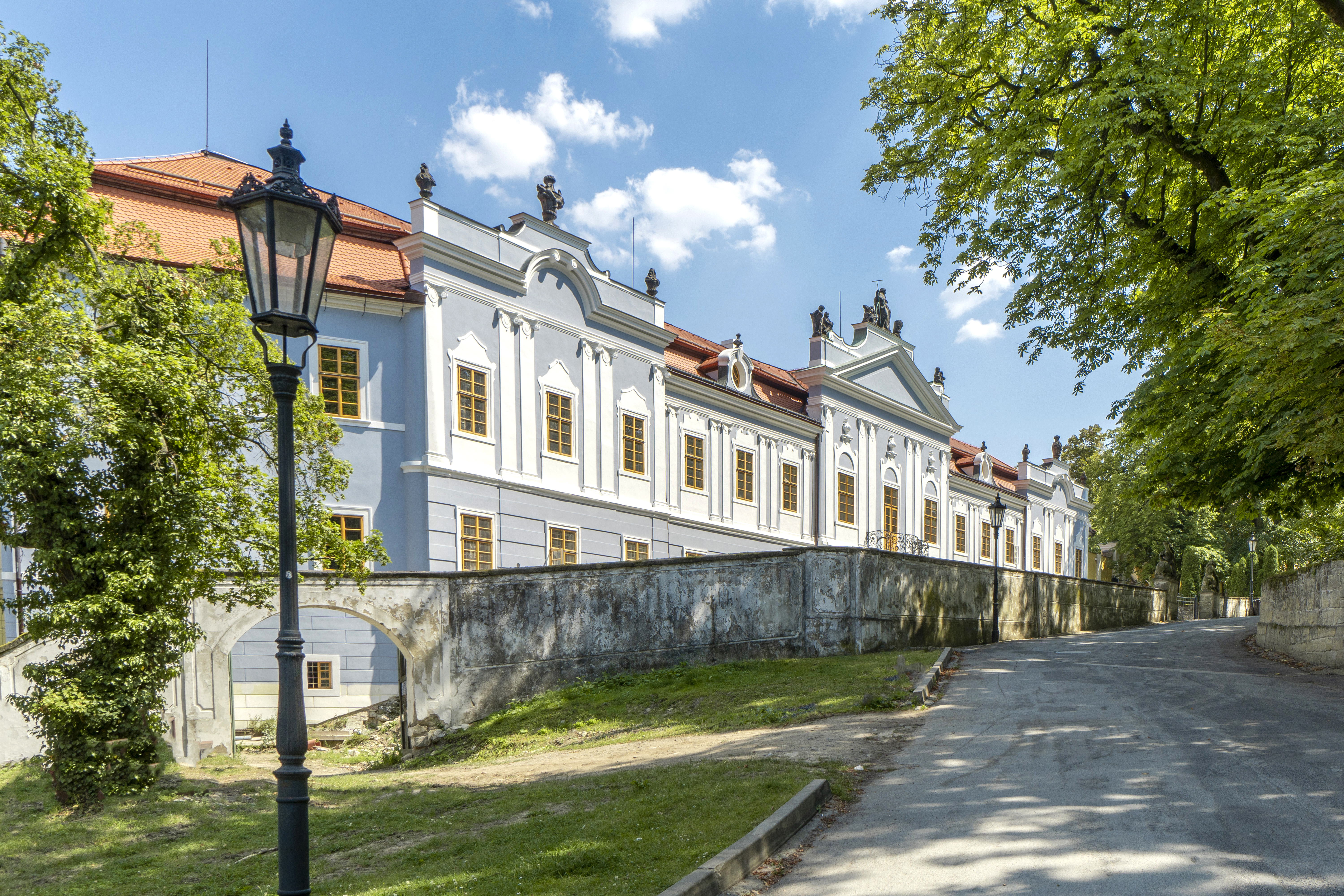
Pohled na zámek od severozápadu

V únoru 2020 začal soud projednávat žalobu krajské Galerie Benedikta Rejta, která má věcným břemenem zaručeno užívání jižního křídla zámku, na majitelku zámku. Galerie v žalobě tvrdila, že rekonstrukce je úmyslně protahována, a požadovala, aby jí byly prostory navráceny k užívání a měla do nich přístup, ať už jsou v jakémkoliv stavu. K žalobě se připojil Ústecký kraj, který je vlastníkem perucké pozůstalosti Emila Filly. Majitelka zámku tvrdila, že užívání jižního křídla zámku není možné kvůli pokračujícím stavebním pracím a zpochybnila platnost smlouvy na věcné břemeno z roku 1997, například protože v ní není dostatečně přesně konkretizováno, na jaké prostory má galerie právo užívání. Spor o užívání jižního křídla zájmu může vyústit ve spor o vlastnictví pozůstalosti Emila Filly. Soubor obrazů, který Emil Filla namaloval během svého pobytu na Peruci, a dalších věcí jeho manželka věnovala státu s podmínkou, že budou vystaveny na Peruci, což se kvůli protahované rekonstrukci nyní neděje. Partner majitelky zámku Pavel Ondráček přitom spolu s dalšími lidmi před lety založil Nadaci Emila Filly s cílem rozvíjet Fillovo tvůrčí dědictví.
Prohlídky severního křídla zámku byly zahájeny 1. července 2020.

## Stavební podoba

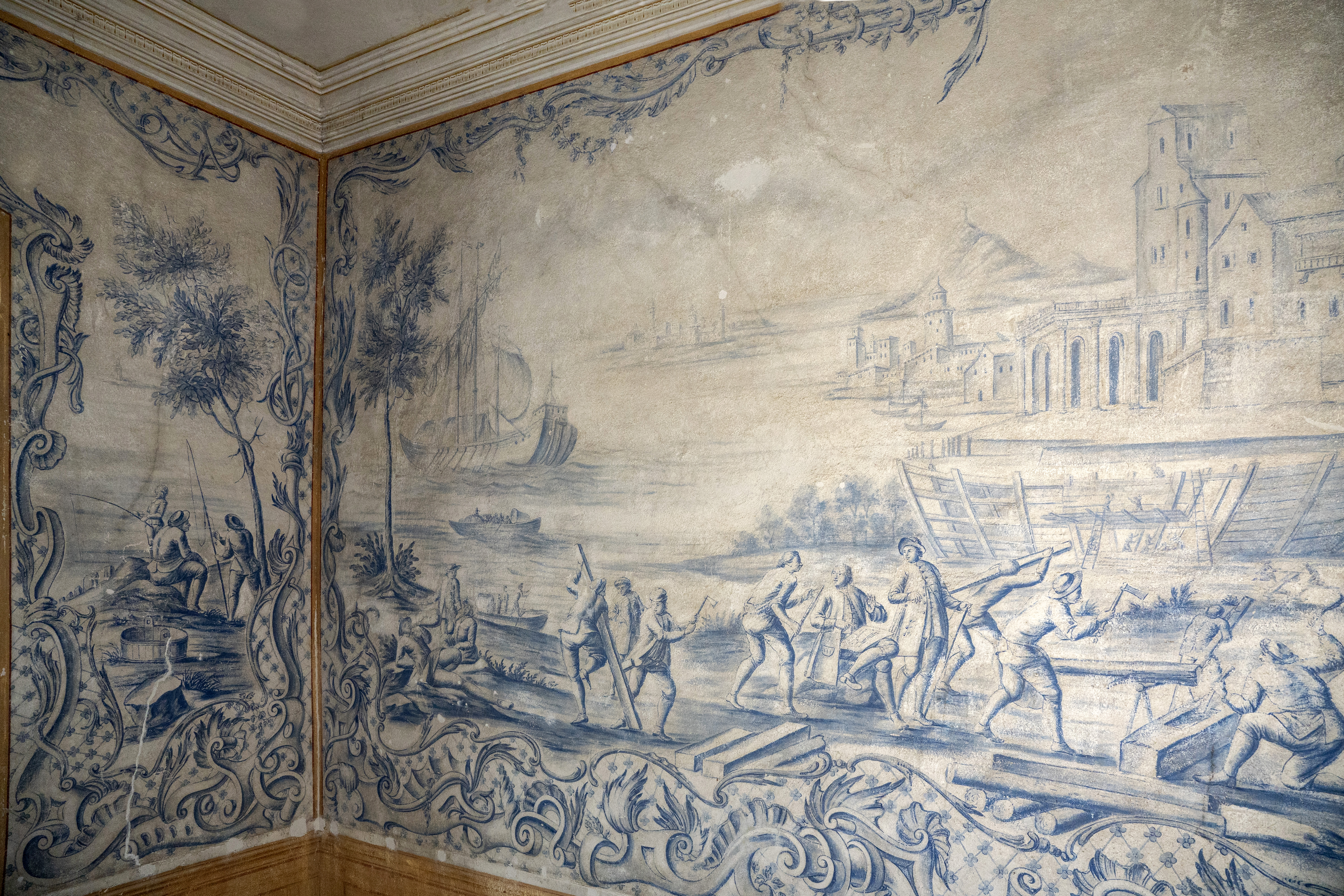
Friebelovy malby v tzv. Modrém salónku

Ve sklepě severního křídla zámku bylo v roce 1967 odkryto románské zdivo. Dochovaná podoba budov je výsledkem přestavby ze druhé poloviny osmnáctého století, která respektovala dispozici staršího renesančního zámku.
Zámecká budova má tři křídla a hlavní jednopatrové průčelí obrácené k západu. Zdůrazňují jej tři rizality, z nichž krajní jsou zakončené atikou s vázami. Ve středním rizalitu se nachází vstupní portál, nad nímž je balkón s rokokovou mříží a celý rizalit je završen trojúhelníkovým štítem s plastikami. K portálu vede kamenný most se dvěma kamennými sfingami a amorety. Serverní strana zámku je také jednopatrová. Nachází se na ní čtveřice balkónů nesených oblouky na pilířích. Na jižní straně je fasáda pouze přízemní. Člení ji jediný tříosý rizalit s pilastry a balustrádou. Nádvorní fasády jsou patrové a okna na západní straně mají obloukové zakončení.
Průjezd za hlavním portálem je zaklenutý plackovou klenbou a valenými pásy. Do prvního patra vede schodiště s oválným půdorysem a sochařskými díly z dílny Ignáce Františka Platzera, který je také autorem soch v zámeckém průčelí. Zámecké chodby jsou klenuté stejnými klenbami jako průjezd. V jedné přízemní místnosti severního křídla s pseudorokokovým stropem se dochovaly nástěnné malby od Antonína Friebela.